# El oboe de Gabriel
El oboe de Gabriel es el tema principal de la película La Misión, cuya banda sonora fue compuesta por Ennio Morricone.

## Banda sonora de la película
El tema fue escrito por el compositor italiano Ennio Morricone, y desde entonces ha sido arreglado e interpretado por artistas como Yo-Yo Ma, Holly Gornik, y Brynjar Hoff, entre otros. El tema ha sido denominado "inolvidable" y una "celebrada melodía de oboe".La vocalista Sarah Brightman convenció a Morricone para que le permitiera ponerle letra al tema para crear su propia canción, " Nella Fantasia".En 2010, Morricone animó a la soprano Hayley Westenra a escribir la letra en inglés de "Gabriel's Oboe" en su álbum Paradiso.
La banda sonora de La Misión fue muy bien recibida por la crítica, siendo nominada al Premio de la Academia a la Mejor Banda Sonora Original y le valió a Morricone el Premio Globo de Oro a la Mejor Banda Sonora Original.
En la película, el tema se utiliza de manera más destacada cuando el protagonista, el padre jesuita Gabriel, camina hasta una cascada y comienza a tocar su oboe, con el objetivo de acercarse a los nativos con su música para poder llevar a cabo su labor misionera en el Nuevo Mundo. Los miembros de la tribu guaraní, que lo han estado acechando desde la distancia, se acercan a Gabriel por primera vez, desconcertados por los sonidos del instrumento desconocido. El jefe de la tribu, sin embargo, disgustado por este acercamiento, le rompe el oboe. Esto marca el inicio de la relación entre el padre Gabriel y los nativos guaraníes.
Varias orquestas han interpretado esta melodía, a menudo bajo la dirección del propio Morricone. Las interpretaciones más famosas de la pieza, además de la película, son probablemente las que se encuentran en la serie de conciertos Morricone Conducts Morricone a mediados de la década de 2000.

## Arreglo coral SATB
Ampliando la letra simple de la adaptación del villancico del poema de Christina Rossetti "Love Came Down at Christmas", el arreglo SATB (soprano-alto-tenor-bajo) de Tom Fettke incorpora el tratamiento del viento de Morricone como la voz del arcángel epónimo en su pieza. titulado La Anunciación.
Algunas versiones corales incluyen como letra de la melodía esta oración: Angele Dei qui custos es mei me tibi comissum pietate superna, ilumina, custodi, rege et guberna. Amen cuya traducción es: Ángel de Dios, que eres mi protector, tenme unido a tí con gran amor. Alumbra, protege, guía y condúceme. Amén.